# Turk Murphy
Melvin Edward Alton 'Turk' Murphy (Palermo (Californië), 16 december 1915 – San Francisco, 30 mei 1987) was een Amerikaanse jazztrombonist en componist van de dixieland. Met Lu Watters en Bob Scobey was hij de centrale figuur bij de Dixieland Revival in San Francisco.

## Biografie
Murphy begon in 1930 met het spelen in dansbands in San Francisco en zat halverwege de jaren 1930 in de orkesten van Will Osborne en Mal Hallett. Sinds de oprichting in 1939 was hij lid van de Yerba Buena Jazz Band van Lu Watters in San Francisco. Hij diende tijdens de Tweede Wereldoorlog bij de Amerikaanse marine, maar nam ook in 1941 op met Watters en Bunk Johnson en in 1944 met Bunk Johnson. Hij was lid van de Yerba Buena Jazz Band tot de ontbinding in 1950, speelde met Marty Marsala in 1951 en formeerde zijn eigen band Turk Murphy's Jazz Band, in 1952 met de pianist Wally Rose, de banjospeler Dick Lammi, de klarinettist Bob Helm (alle (voorheen in de Yerba Buena Jazz Band) en tubaspeler Bob Short. Ze speelden in North Beach in het 'Italiaanse dorp' Columbus en Lombard. De band speelde in New Orleans in 1955, 1957 met George Lewis op het Newport Jazz Festival en stond tweemaal in The Ed Sullivan Show (1959, 1965). Van 1960 tot 1984 had hij zijn eigen nachtclub Earthquake McGoon’s (genoemd naar een stripfiguur van Al Capp), waarin hij met zijn band speelde. Daarna speelden ze in de New Orleans Room van het Fairmont Hotel, tot Murphy stierf. In de jaren 1970 was hij op tournee door Europa en Australië (1973 in Duitsland). In 1987 trad hij zelfs op in de Carnegie Hall. Na zijn dood werd een straat in San Francisco naar hem vernoemd.

## Overlijden
Turk Murphy overleed in mei 1987 op 71-jarige leeftijd.

## Discografie
- 1950: San Francisco Jazz, Vol. 1 (Good Time Jazz Records)
- 1950: In Hollywood
- 1951: San Francisco Jazz, Vol. 2 (Good Time Jazz Records)
- 1952: Turk Murphy with Claire Austin (Good Time Jazz Records)
- 1953: Barrelhouse Jazz (Columbia Records)
- 1954: When the Saints Go Marching In (Columbia Records)
- 1954: Music of Jelly Roll Morton (Columbia Records)
- 1955: Dancing Jazz (Columbia Records)
- 1956: New Orleans Jazz Festival (Columbia Records)
- 1957: New Orleans Shuffle (Columbia Records)
- 1957: George Lewis & Turk Murphy at Newport (Verve Records)
- 1957: Music for Losers (Verve Records)
- 1958: Turk Murphy at Easy Street (Verve Records)
- 1958: Live at Easy Street, Vol. 1 (Dawn Club)
- 1959: Turk Murphy at the Round Table (Roulette Records)
- 1959: Music for Wise Guys and Boosters (Roulette Records)
- 1962: Let the Good Times Roll
- 1972: In Concert, Vol. 1 (GHB Records)
- 1972: Turk Murphy and His San Francisco Jazz Band, Vol. 2 (GHB Records)
- 1972: In Concert, Vol. 2 (GHB Records)
- 1972: Turk Murphy (GHB Records)
- 1972: Turk Murphy and His San Francisco Jazz Band, Vol. 1 (GHB Records)
- 1972: Turk Murphy's Jazz Band (Merrymakers)
- 1973: Frisco Jazz Band, Live! (MPS Records)
- 1973: The Earthquake McGoon Recordings (Merrymakers)
- 1980: A Natural High (Bainbridge)
- 1986: Concert in the Park (Merrymakers)
- 1986: San Francisco Memories (Merrymakers)
- 1986: Southern Stomps (Lake)
- 1987: Turk at Carnegie (Stomp Off)
- 1995: San Francisco Jazz (Merrymakers)
- 1995: Turk Murphy's San Francisco Jazz Band (Merrymakers)
- 1995: Sentimental Journeys (Merrymakers)
- 1995: Live from the Rathskellar, Vol. 2 (Merrymakers)
- 1995: Live from the Rathskellar, Vol. 1 (Merrymakers)
- 1998: Live at Carson Hot Springs
- 2000: Recorded Live at the Cinegrill: 1950
- 2006: Turk's DeLight (Jasmine Records)